# Hemingus Erici Lotonius
Hemingus Erici Lotonius, död 9 januari 1676 i Västra Tollstads socken, var en svensk präst.

## Biografi
Hemingus Erici Lotonius prästvigdes 5 juli 1628. Han blev 1632 kollega i Söderköping och 1634 hospitalssyssloman i staden. Lotonius blev 1648 kyrkoherde i Östra Eneby församling och 18 juli 1666 kyrkoherde i Västra Tollstads församling. Han begravdes 9 januari 1676 i Västra Tollstads socken.
Lotonius gifte sig första gången med en kvinna utan känt namn. De fick tillsammans sonen Ericus Hemmingius (1629–1679) som kom att bli kyrkoherde i Svanshals församling. Lotonius gifte sig andra gången med Ingiärd Christoffersdotter. Hon var dotter till kyrkoherden Christophorus Petri och Gertrud Anderdotter. Hon hade tidigare varit gift med kyrkoherden Samuel Johannis och Olaus Johannis Sundius, båda i Västra Tollstads socken. Lotonius gifte sig tredje gången med Ingrid Davidsdotter. Hon hade tidigare varit gift med kronobefallningsmannen Jacob de Witte.